# Drei Tage im April (Tres días en abril)
Drei Tage im April (en español: Tres días en abril) es una película coproducida por Alemania, Francia y Austria para la televisión, dirigida por Oliver Storz en 1995. En este drama bélico se narran los hechos acontecidos en una aldea alemana hacia el final de la Segunda Guerra Mundial. Está basado en hechos reales.

## Argumento
Es abril de 1945 en un pueblo llamado "Nesselbühl", en la región de Hohenlohe, en el sur de Alemania. La mayoría de los habitantes espera la entrada de las tropas estadounidenses y, con ello, el final de la guerra. En la lejanía se percibe el estruendo de la artillería. Las tropas de la Wehrmacht están de retirada. Junto a ellas hay algunas patrullas de las SS que ejecutan a los supuestos desertores de las fuerzas armadas, que, sin orden de marcha, acampan en la taberna del lugar. 
Una noche, poco antes del final de la guerra, la Reichsbahn se ve obligada a desenganchar tres vagones de mercancías y uno de pasajeros de un tren especial de las SS y a abandonarlos en la estación, tras sufrir una avería en la locomotora. A la mañana siguiente, los habitantes del pueblo descubren que la carga que contienen son prisioneros de un campo de concentración. Los gritos de la gente hacinada, que se muere de hambre y de sed bajo la vigilancia de los soldados de las SS, les aterrorizan.
Esto recuerda a los lugareños el lado negativo del régimen nacionalsocialista. Las autoridades evitan tomar una decisión. Como es habitual, el alcalde, el líder de los agricultores locales y el jefe de estación señalan a sus superiores. Al párroco le silenciaron ya hace años. La mayoría de los habitantes del pueblo están ocupados con sus propios problemas. Solo la veinteañera Ana, hija de Baisch, el líder de los campesinos, ferviente admiradora de Hitler y líder de la Liga de Jóvenes Alemanas del pueblo, está dispuesta a ayudar. La cantante de un grupo de entretenimiento de la Wehrmacht la apoya a escondidas. Pero cuando Ana se enfrenta directamente a la miseria de los prisioneros, no puede evitar vomitar. Tan solo una trabajadora forzosa de origen polaco es capaz de superar el estupor apático de los habitantes del pueblo, que se limitan a observar, y reparte alimentos.
Al tercer día, los soldados de las SS desaparecen de repente, después de que la cantante los hubiera sobornado en secreto con vino. La película termina con una escena en la que algunos vecinos del pueblo empujan los vagones con los prisioneros del campo de concentración en dirección al pueblo vecino y, por tanto, hacia lo desconocido, representado dramáticamente por la niebla.

## Trasfondo
El autor y director encontró el tema de la película cuando, en 1986, investigaba para su novela autobiográfica Nebelkinder sobre la juventud en Schwäbisch Hall. Storz, sin embargo, traslada la acción a la ciudad ficticia de Nesselbühl.
Nesselbühl es un ejemplo de los sucesos que tuvieron lugar del 2 al 6 de abril de 1945 en Eckartshausen, un barrio perteneciente a Ilshofen, en el distrito de Schwäbisch Hall en Baden-Wurtemberg. El 2 de abril de 1945, tras un ataque aéreo, un tren especial de las SS de la Reichsbahn se detuvo por razones técnicas en el pequeño pueblo, junto a la línea ferroviaria Heilbronn-Crailsheim, a medio camino entre Schwäbisch Hall y Crailsheim. 
300 prisioneros de origen judío procedentes de campos de concentración se encontraban en cuatro vagones de mercancías, cerrados y precintados, conocidos coloquialmente como vagones de ganado, que fueron desenganchados de la locomotora en el recinto de la estación de Eckartshausen, donde permanecieron custodiados por soldados ucranianos de las SS. Las 75 personas hacinadas en cada uno de los vagones de procedencia desconocida fueron abandonadas a su suerte. Se morían de hambre y de sed y sus gritos eran percibidos con horror por los habitantes de Eckartshausen. Los vecinos intentaron en vano que intervinieran las autoridades competentes, que, desbordadas por la situación, se desentendieron del problema. Supuestamente, el 6 de abril de 1945, los hombres del pueblo empujaron los vagones hasta la vía principal, ligeramente inclinada, y los dejaron rodar en dirección a Sulzdorf. Los vagones circularon a lo largo de unos nueve kilómetros en dirección a Schwäbisch Hall.
Tanto los personajes como el argumento son ficticios. Ana Baisch es una figura dramática que Storz introduce en la película. Se desconoce si los habitantes del pueblo ayudaron a los prisioneros y de qué modo lo hicieron.  
En 1989, el teatro alemán Württembergische Landesbühne, en el municipio de Esslingen, estrenó la obra de Oliver Storz Die barmherzigen Leut von Martinsried. Ein Heimatstück, que gira en torno a la misma temática sobre la que trata posteriormente el largometraje de 1994. En la temporada 2019/2020, la obra volvió a ser representada en el mismo teatro.
La película se emitió por primera vez en el canal Arte el 7 de abril de 1995 y se proyectó en cines en el verano del mismo año.

## Lugares de rodaje
La película se rodó entre los meses de octubre y diciembre del año 1994, en el estado federado de Turingia. Entre otros lugares, el rodaje se realizó en la ciudad de Sömmerda, en el municipio de Hardisleben, en la estación de ferrocarril a las afueras del pueblo de Griefstedt, en la línea ferroviaria KBS 335 entre Sangerhausen y Erfurt, y en Niederbösa.

## Críticas
“Una parábola cuidadosamente representada con algunas interpretaciones sobresalientes, pero también con carencias estructurales. Resulta convincente e impactante cuando indaga en los sentimientos de las personas.”
– LEKICON DES INTERNATIONALEN FILMS
“En esta película, el director Oliver Storz ofrece un estremecedor retrato de una generación moldeada por la pasividad, la obediencia prematura y la ceguera suscitada por doce años de dominio nazi.”
– CINEMA

## Galardones
- Premios Bávaros del Cine: premio con mención especial al mejor cámara para Hans Grimmelmann.
- Premios Cámara Alemán: mención de honor para el diseño de imagen de Hans Grimmelmann.
- Premio Grimme.
- Prix Europa: premio especial.
- Primer premio en el festival de cine FilmKunstFest de la ciudad de Schwerin (premio distribuido por la Agencia Federal para la Educación Cívica).
- Premio Hans Bausch Media: premio a la trayectoria de Oliver Storz.
- Premio Telestar: para Oliver Storz.
- Premio televisivo de oro del D.A.G. (del alemán, Deutsche Angestellten-Gewerkschaft, Sindicato Alemán de Empleados).